# 柳葉刀

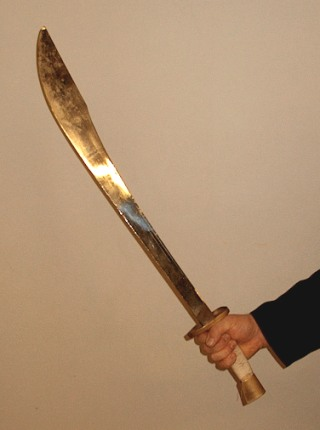
類似柳葉刀形狀的中國刀(註:有爭議。此刀上寬下窄，應是常被誤認為柳葉刀的牛尾刀)

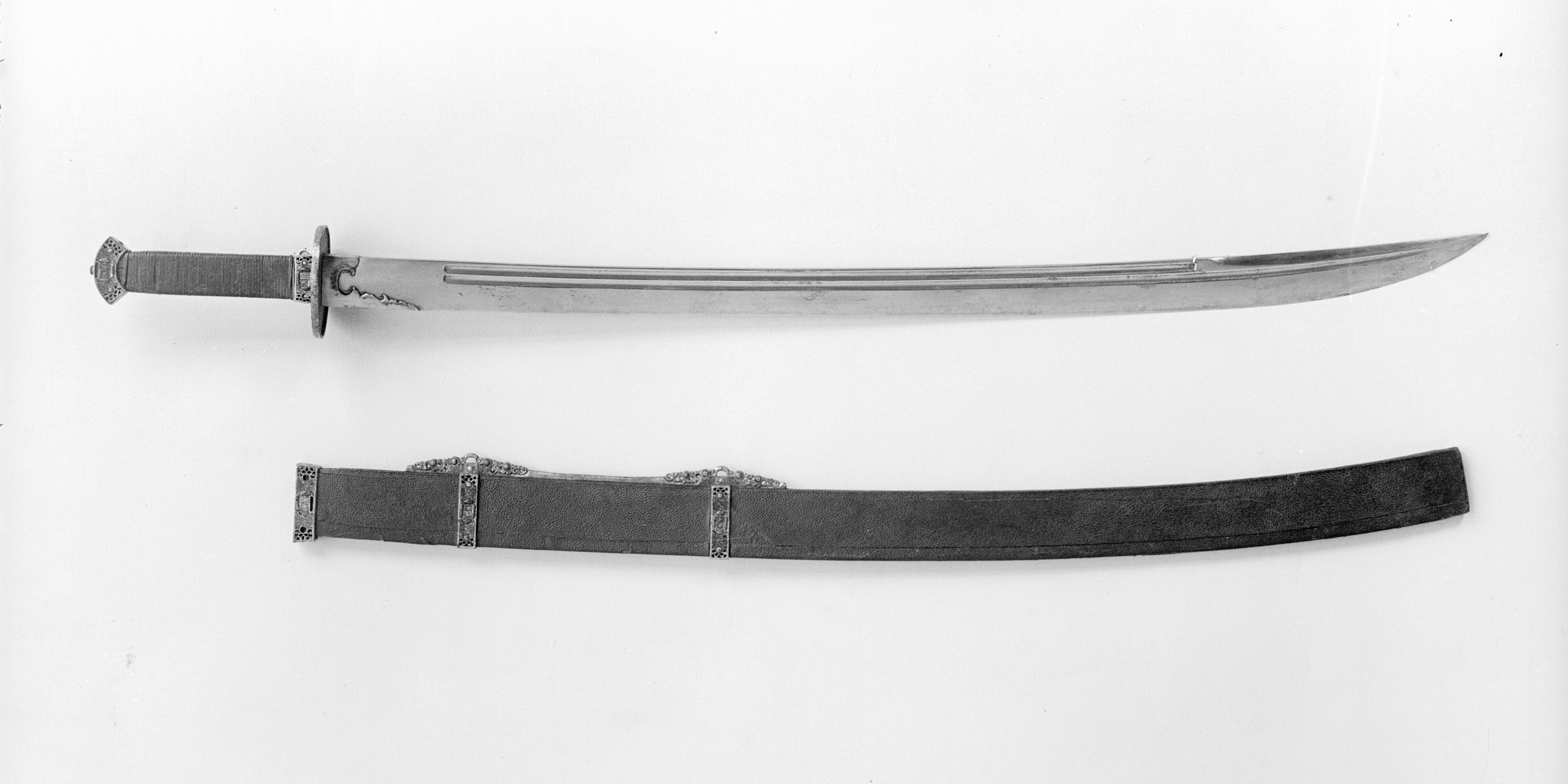
一個17至18世紀的柳葉刀(註:有爭議。此刀身形較筆直，刀尖處起彎，較像雁翎刀。)

柳葉刀是一種中國軍用彎刀和武術刀，亦稱響刀，因刀形狀似柳葉，故得名柳葉刀，可能是在宋元時期受遊牧民族的彎刀影響而產生，主要作為騎兵刀，後也用作步兵戰刀，乃明清兩代最常見的制式軍刀之一。通常約莫從刀身中段二分之一至三分之一處開始彎曲，沿著刀刃產生溫和的弧度，但弧度比雁翎刀要大，切削力更強，更適合劈砍，穿刺力與直刀直劍相比稍微減弱但仍具有相當效果。刀尖後背會開一段反刃，刀身多數具有血槽，刀柄主要為反彎柄和直柄兩種，大多為單手使用。
現代部分坊間商人和民眾常將柳葉刀與牛尾刀混淆，然而兩者形制差距十分明顯。柳葉刀通身寬度一致、修長微彎，是明清時期官軍制式腰刀之一；牛尾刀則是約19世紀晚清才出現的武術刀械，刀身上寬下窄，刀頭圓大，刀體較薄，被民間習武者沿用至今，原非官軍佩刀。